# 鈴木篤之
鈴木 篤之（すずき あつゆき、1942年10月31日 - ）は、日本の原子力工学者。元原子力安全委員会委員長、元独立行政法人日本原子力研究開発機構理事長。

## 来歴
専門は核燃料サイクル工学。核燃料サイクル安全，放射性廃棄物環境安全，原子力安全の社会化（セイフティ・コミュニケーション），原子力安全の国際化（グローバル・パートナーシップ）などに取り組んできた。1995年に起きたもんじゅのナトリウム漏洩火災事故については、背景にある「組織の隠蔽体質」をたびたび批判していた。
新潟県中越沖地震において柏崎刈羽原子力発電所が「想定を上回る地震動」を受けたことを反映し、原子力安全委員会において原子力発電所の耐震指針改訂に取り組んだ。
2010年よりもんじゅを所轄する日本原子力研究開発機構の理事長に就任。隠蔽体質を批判していたにもかかわらず2013年、「もんじゅ」における１万近くの点検漏れが発覚。原子力規制委員会が機構のトップの責任を明確化するよう求められたため、2013年5月に理事長を辞任した。
日本学術会議会員，米国科学アカデミー理事。

## 略歴
- 東京都出身[1]
- 1971年（昭和46年）3月 東京大学大学院工学系研究科博士課程修了
- 1971年（昭和46年）3月 東京大学工学博士取得 論文の題は「軽水型動力炉の最適燃料交換計画に関する研究」[2]。
- 1977年（昭和52年）8月 東京大学助教授
- 1986年（昭和61年）8月 東京大学教授
- 1992年（平成4年） 東京大学大学院工学系研究科教授（システム量子工学専攻）
- 2001年（平成13年）4月 内閣府原子力安全委員会委員
- 2006年（平成18年）4月17日 - 2010年4月20日 内閣府原子力安全委員会委員長
- 2010年（平成22年）6月 財団法人エネルギー総合工学研究所理事長
- 2010年（平成22年）8月17日 - 2013年（平成25年）5月17日 独立行政法人日本原子力研究開発機構理事長[3]

## 主な著書
- 『核燃料サイクル工学』（共著、1981年11月、日刊工業新聞社）
- 『エネルギー経済学―エネルギー資源の効率的配分』（共訳、1982年12月、東洋経済新報社）
- 『90年代のエネルギー―環境制約への挑戦』（共著、1990年3月、日本経済新聞社、ISBN 4-5320-8937-9）
- 『プルトニウム』（1994年3月、ERC出版、ISBN 4-9006-2204-4）
- 『岩波講座 現代工学の基礎〈12〉システムの設計・運用・評価 《設計系V》・情報の管理と処理 《情報系VI》』（共著、2002年1月、岩波書店、ISBN 4-0001-0992-8）